# 재리드 제임스
자리드 제임스(Jarryd James)는 오스트레일리아의 싱어송라이터이다.